# 16 tháng 12
Ngày 16 tháng 12 là ngày thứ 350 (351 trong năm nhuận) trong lịch Gregory. Còn 15 ngày trong năm.

## Sự kiện
- 755 – Tiết độ sứ An Lộc Sơn khởi binh chống triều đình, song trên danh nghĩa tuyên bố nhận được mật chiếu của Đường Huyền Tông, khởi đầu loạn An Sử, tức ngày Giáp Tý (16) tháng 11 năm Ất Mùi.
- 1044 – Min Saw đăng cơ với vương hiệu Anawrahta tại Pagan, khởi đầu lịch sử nghiệm chứng được của Myanmar.
- 1431 – Henry VI của Anh cử hành nghi lễ đăng quang Quốc vương Pháp tại Nhà thờ Đức Bà ở Paris, Pháp.
- 1497 – Vasco da Gama đi vòng qua Mũi Hảo Vọng, địa điểm mà Bartolomeu Dias trước đó quyết định trở về Bồ Đào Nha.
- 1653 – Oliver Cromwell nhậm chức Bảo hộ công chung thân của Thịnh vượng chung Anh, Scotland và Ireland.
- 1740 – Quốc vương Phổ Friedrich II xâm chiếm Silesia, khởi đầu Chiến tranh Kế vị Áo.
- 1862 - Lực lượng của Trương Định đồng loạt tập kích các đồn Pháp tại miền Đông Nam Kỳ.
- 1863 – Nội chiến Hoa Kỳ: Joseph Johnston thay thế Braxton Bragg trong vai trò chỉ huy của Binh đoàn Tennessee.
- 1864 – Nội chiến Hoa Kỳ: Chiến dịch Franklin-Nashville – Trận Nashville – Đội quân dưới quyền tướng miền Bắc George Henry Thomas đánh bại Binh đoàn Tennessee của John Bell Hood.
- 1883 – Chiến tranh Pháp-Đại Nam: Quân Pháp chiếm được thành Sơn Tây từ tay Quân Cờ đen của Lưu Vĩnh Phúc.
- 1899 – Câu lạc bộ bóng đá A.C. Milan được thành lập bởi hai người Anh, với tên ban đầu là Milan Foot-Ball and Cricket Club.
- 1907 – Hạm đội Great White của Hoa Kỳ bắt đầu chuyến đi vòng quanh thế giới của mình.
- 1920 – Động đất với cường độ 8,5 độ Richter làm rung chuyển tỉnh Cam Túc, Trung Quốc, khiến khoảng 200 nghìn người thiệt mạng.
- 1941 – Thiết giáp hạm Yamato của Hải quân Đế quốc Nhật Bản được chính thức đưa vào hoạt động.
- 1944 – Chiến tranh thế giới thứ hai: Bắt đầu Trận Ardennes giữa quân Đức Quốc xã và liên quân Anh Quốc-Hoa Kỳ.
- 1946 – Thái Lan gia nhập Liên Hợp Quốc.
- 1947 – William Shockley, John Bardeen và Walter Houser Brattain xây dựng nên transistor tiếp điểm thực tiễn đầu tiên.
- 1950 – Chiến tranh Triều Tiên: Tổng thống Hoa Kỳ Harry S. Truman tuyên bố tình trạng khẩn cấp sau khi quân đội Trung Quốc tham chiến cùng lực lượng Cộng sản Triều Tiên.
- 1989 – Các cuộc biểu tình bùng phát tại Timişoara, Romania để phản đối nỗ lực của chính quyền nhằm trục xuất mục sư bất đồng quan điểm người Hungary László Tőkés.
- 1991 – Kazakhstan độc lập từ Liên Xô.
- 1997 – Tập phim "Dennō Senshi Porigon" của Pokémon khiến 685 trẻ em Nhật Bản bị động kinh khi phát sóng trên truyền hình.
- 2002 – Tổ chức phi lợi nhuận Creative Commons ban hành Giấy phép Creative Commons, một giấy phép bản quyền công cộng cho phép phân phối tác phẩm của một cá nhân.
- 2009 – Avatar được phát hành trên phạm vi quốc tế, sau đó trở thành phim có doanh thu cao nhất mọi thời đại.

## Sinh
- 1742 – Gebhard Leberecht von Blücher, thống chế người Đức (m. 1819)
- 1775 – Jane Austen, tác giả người Anh (m. 1817)
- 1791 – Trần Thị Tuyến, phong hiệu Tam giai Trang tần, phi tần của vua Minh Mạng (m. 1852)
- 1819 – Nguyễn Phúc Nhu Thục, phong hiệu An Cát Công chúa, công chúa con vua Minh Mạng (m. 1886)
- 1834 – Léon Walras, nhà kinh tế học người Pháp (m. 1910)
- 1858 – Agnes Baden-Powell, nhà hoạt động tôn giáo người Anh (m. 1945)
- 1866 – Wassily Kandinsky, họa sĩ người Nga-Pháp, tức 4 tháng 12 theo lịch Julius (m. 1944)
- 1882 – Zoltán Kodály, nhà soạn nhạc người Hungary (m. 1967)
- 1901 – Margaret Mead, nhà nhân chủng học người Mỹ (m. 1978)
- 1902 – Rafael Alberti, nhà thơ người Tây Ban Nha (m. 1999)
- 1908 – Remedios Varo, họa sĩ người Tây Ban Nha-Mexico (m. 1963)
- 1911 – Bùi Huy Phồn, nhà thơ, nhà văn, nhà báo người Việt Nam (m. 1990)
- 1917 – Arthur C. Clarke, tác giả người Anh (m. 2008)
- 1932 – Rodion Shchedrin, nghệ sĩ piano và nhà soạn nhạc Liên Xô và Nga
- 1959 – Tuấn Vũ, ca sĩ người Mỹ gốc Việt
- 1962 – Maruschka Detmers, diễn viên người Đức
- 1962 – La Gia Lương, diễn viên người Hồng Kông
- 1969 – Adam Riess, nhà vật lý học thiên thể người Đức, đoạt giải Nobel Vật lý
- 1970 – Kanō Yasuhiro, mangaka người Nhật Bản
- 1985 – Tachibana Keita, ca sĩ người Nhật Bản (W-inds.)
- 1987 – Mame Biram Diouf, cầu thủ bóng đá người Senegal
- 1988 – Mats Hummels, cầu thủ bóng đá người Đức
- 1988 – Anna Popplewell, diễn viên người Anh

## Mất
- 401 – Giáo hoàng Anastasiô I
- 705 – Võ Tắc Thiên, hoàng hậu và thái hậu của triều Đường, hoàng đế triều Võ Chu, tức ngày 26 tháng 11 năm Ất Tị (s. 625)
- 1325 – Charles, Bá tước xứ Valois, vương tử nước Pháp (s. 1270)
- 1308 – Trần Nhân Tông, hoàng đế thứ ba của Nhà Trần, Anh hùng dân tộc Việt Nam, tức 3 tháng 11 âm lịch năm Mậu Thân (s. 1258)
- 1598 – Yi Sun-sin, đô đốc người Triều Tiên (s. 1545)
- 1687 – William Petty, nhà khoa học, nhà triết học người Anh (s. 1623)
- 1774 – François Quesnay, nhà kinh tế học người Pháp (s. 1694)
- 1897 – Alphonse Daudet, tác gia người Pháp (b. 1840)
- 1921 – Camille Saint-Saëns, nhà soạn nhạc người Pháp (s. 1835)
- 1927 – Robert von Massow, tướng lĩnh người Đức (s. 1839)
- 1950 – Thôi Hữu, nhà thơ, nhà báo người Việt Nam (s. 1914)
- 1963 – La Vinh Hoàn, tướng lĩnh người Trung Quốc (s. 1902)
- 1965 – William Somerset Maugham, tác gia và nhà biên kịch người Pháp (s. 1874)
- 1975 – Khang Sinh, chính khách người Trung Quốc (s. 1898)
- 1980 – Harland Sanders, doanh nhân người Mỹ, sáng lập KFC (s. 1890)
- 2009 – Yegor Timurovich Gaidar, nhà kinh tế và chính trị người Nga, Thủ tướng Nga (s. 1956)
- 2010 – Trần Văn Giàu, nhà hoạt động chính trị, sử gia người Việt Nam (s. 1911)

## Những ngày lễ và kỷ niệm
- Quốc khánh (Ấn Độ)
- Quốc khánh (Bangladesh)